# Ljusvattentjärnen (Vilhelmina socken, Lappland)
Ljusvattentjärnen är en sjö i Vilhelmina kommun i Lappland och ingår i Ångermanälvens huvudavrinningsområde. Ljusvattentjärnen ligger i Gransjömyrarna Natura 2000-område.